# For the Masses
For the Masses es un álbum tributo al grupo de música electrónica Depeche Mode publicado en 1998.
El proyecto de grabar este álbum fue impulsado por los miembros del grupo God Lives Underwater, aunque obtuvieron la colaboración de algunas bandas más conocidas como los Smashing Pumpkins, los Deftones y The Cure.
El álbum se dedicó específicamente al trabajo de Martin Gore como compositor de Depeche Mode, por lo cual todas las canciones que contiene son de su autoría.
La respuesta que obtuvieron los participantes fue diversa. La versión de "World in my Eyes" de The Cure ha sido considerada como una de las mejores versiones del álbum, mientras que la versión de "Stripped" de Rammstein fue incluso lanzada como sencillo de la banda alemana.
Por otra parte, los Foo Fighters y Marilyn Manson deseaban participar pero no pudieron hacerlo por problemas de agenda. Aunque Manson finalmente grabó en el 2004 una versión de Personal Jesus.

## Listado de canciones
1. "Never Let Me Down Again" por los Smashing Pumpkins – 4:01
2. "Fly on the Windscreen" por God Lives Underwater – 5:22
3. "Enjoy the Silence" por Failure – 4:20
4. "World in My Eyes" por The Cure – 4:51
5. "Policy of Truth" por Dishwalla – 3:45
6. "Somebody" por Veruca Salt – 4:05
7. "Everything Counts" por Meat Beat Manifesto – 5:24
8. "Shake the Disease" por Hooverphonic – 3:59
9. "Master and Servant" por Locust – 3:40
10. "Shame" por Self – 4:12
11. "Black Celebration" por Monster Magnet – 4:16
12. "Waiting for the Night" por Rabbit in the Moon – 7:34
13. "I Feel You" por Apollo Four Forty – 5:21
14. "Monument" por Gus Gus – 5:21
15. "To Have and to Hold" por Deftones – 2:53
16. "Stripped" por Rammstein – 4:44

Todas las canciones fueron compuestas por Martin Gore. El título For the Masses hace referencia y fue tomado del álbum Music for the Masses de 1987, uno de los más exitosos en la carrera de Depeche Mode.
Aunque es el más conocido álbum tributo a Depeche Mode, no es el único que se ha hecho.
- Datos: Q2636695